# Pistolerismo
Il pistolerismo è stata una pratica che si sviluppò in Spagna sotto la monarchia di Alfonso XIII, in particolare tra il 1917 ed il 1923, utilizzata principalmente dagli imprenditori. Consisteva nel contrattare gangster ed altri “matones” (picchiatori) per uccidere sindacalisti e lavoratori più conosciuti, così da frenare le loro rivendicazioni. I lavoratori rispondevano a loro volta con la formazione e contrattazione di uomini armati. In totale si stima che questa pratica portò alla morte di circa 200 lavoratori e 20 uomini armati assoldati dagli imprenditori.

## Sviluppo
Il pistolerismo nasce nelle zone industriali di Barcellona, che agli inizi del XX secolo vide un veloce accrescimento del sindacato anarchico Confederación Nacional del Trabajo (CNT) e delle sue attività. Il potere della CNT sui luoghi di lavoro diede inizio a numerosi conflitti per la rivendicazione di migliori condizioni di lavoro. Un risultato importante della CNT fu ottenuto nel 1919 con lo sciopero della Canadiense, che conquistò la giornata massima lavorativa di 8 ore.
Per frenare l'accrescere dell'influenza anarcosindacalista, gli imprenditori risposero imponendo la serrata e licenziando numerosi lavoratori per le loro attività, condannandoli alla fame e alla povertà. La Federación Patronal (la federazione degli imprenditori) creò i cosiddetti sindacati gialli, manovrati da loro stessi con l'obiettivo di dividere il movimento operaio. Per ultimo, gli imprenditori ricorsero al pistolerismo per uccidere i più conosciuti dirigenti sindacali (denominato terrorismo bianco), al quale gli anarchici risposero con attentati contro imprenditori, politici, membri del clero e forze dell'ordine (denominato terrorismo anarcosindacalista o azione diretta).
Gli imprenditori ed i suoi pistoleros contarono sull'appoggio del Governo, che protesse il terrorismo bianco e perseguitava duramente gli anarchici, per esempio con la formulazione della famosa legge chiamata “Ley de Fugas”, che autorizzava la polizia a sparare a chi provava a fuggire di prigione - anche se molte di queste fughe erano simulate dalle stesse forze dell'ordine.
Tra i tanti lavoratori assassinati ci furono Pau Sabater, Evelio Boal e Salvador Seguí. Dall'altra parte, i lavoratori assassinarono personalità come Manuel Bravo Portillo, Francisco Maestre ed Eduardo Dato.